# Haulover Park
Haulover Park é um parque urbano de 99 acres (40 ha) localizado na Região Metropolitana de Miami, ao norte de Bal Harbour, Flórida. O parque está localizado em um banco de areia entre o Oceano Atlântico e a Baía Biscayne, ao norte da Broad Causeway (SR 922) e da Collins Avenue.
No norte do parque, composto por 0,4 milhas (0,6 km) do total de 1,5 milhas (2,4 km) da costa, há uma praia de naturismo oficialmente reconhecida e aprovada pelo governo do Condado de Miami-Dade chamada Haulover Beach. A seção de vestuário opcional foi primeiramente designada pela South Florida Free Beaches, uma organização naturista local, em julho de 1991. O condado inicialmente tolerou, mas não sancionou o uso; eventualmente permitiu a instalação de painéis permanentes que marcaram a área de vestuário opcional, que foram instalados em dezembro de 1993. A área de vestuário opcional inclui salva-vidas e uma concessão de aluguel de comida e guarda-chuva. É a maior praia pública naturista nos EUA e atrai 1,3 milhões de visitantes por ano.